# Hamzabali, Yenipazar
Hamzabali là một xã thuộc huyện Yenipazar, tỉnh Aydın, Thổ Nhĩ Kỳ. Dân số thời điểm năm 2010 là 970 người.